# Campeonato Amazonense 1990
In 1990 werd het 74ste Campeonato Amazonense gespeeld voor clubs uit Braziliaanse staat Amazonas. De competitie werd georganiseerd door de FAF en werd gespeeld van 7 maart tot 29 juli. Rio Negro werd kampioen.

## Eerste toernooi
| Plaats | Club                 | Wed. | W | G | V | Saldo | Ptn. |
| ------ | -------------------- | ---- | - | - | - | ----- | ---- |
| 1.     | Rio Negro            | 5    | 4 | 0 | 1 | 10:3  | 8    |
| 2.     | Nacional             | 5    | 3 | 2 | 0 | 5:0   | 8    |
| 3.     | Sul América          | 6    | 2 | 4 | 0 | 5:0   | 8    |
| 4.     | Fast Clube           | 6    | 2 | 2 | 2 | 4:6   | 6    |
| 5.     | Princesa do Solimões | 6    | 1 | 3 | 2 | 2:3   | 5    |
| 6.     | América              | 6    | 1 | 2 | 3 | 4:7   | 4    |
| 7.     | São Raimundo         | 6    | 0 | 1 | 5 | 2:13  | 1    |

|  | Gekwalificeerd voor finale eerste toernooi |

### Finale
In geval van gelijkspel wint Rio Negro omdat het beter presteerde in de competitie
|                 |          |       |           |  |
| 22 april Finale | Nacional | 1 – 1 | Rio Negro |  |
| 22 april Finale |          |       |           |  |

## Tweede toernooi
| Plaats | Club                 | Wed.           | W              | G              | V              | Saldo          | Ptn.           |
| ------ | -------------------- | -------------- | -------------- | -------------- | -------------- | -------------- | -------------- |
| 1.     | Rio Negro            | 5              | 5              | 0              | 0              | 10:2           | 10             |
| 2.     | Nacional             | 5              | 3              | 1              | 1              | 3:1            | 7              |
| 3.     | Sul América          | 5              | 2              | 0              | 3              | 3:4            | 4              |
| 4.     | Fast Clube           | 5              | 1              | 2              | 2              | 3:4            | 4              |
| 5.     | América              | 5              | 1              | 1              | 3              | 2:6            | 3              |
| 6.     | São Raimundo         | 5              | 1              | 0              | 4              | 5:9            | 2              |
| 7.     | Princesa do Solimões | Teruggetrokken | Teruggetrokken | Teruggetrokken | Teruggetrokken | Teruggetrokken | Teruggetrokken |

|  | Gekwalificeerd voor finale tweede toernooi |

### Finale
In geval van gelijkspel wint Rio Negro omdat het beter presteerde in de competitie
|                |          |       |           |  |
| 22 juli Finale | Nacional | 1 – 0 | Rio Negro |  |
| 22 juli Finale |          |       |           |  |

## Finale
|                |           |       |          |  |
| 22 juli Finale | Rio Negro | 1 – 0 | Nacional |  |
| 22 juli Finale |           |       |          |  |

### Kampioen
| Campeonato Amazonense de 1990  |
| Amazonas                       |
| ------------------------------ |
| RIO NEGRO Kampioen (15° titel) |